# Arthur Holly Compton
Arthur Holly Compton, ameriški fizik, * 10. september 1892, Wooster, Ohio, ZDA, † 15. marec 1962, Berkeley, Kalifornija, ZDA.
Compton je leta 1927 prejel Nobelovo nagrado za fiziko za odkritje Comptonovega pojava, ki je pokazal na delčno naravo elektromagnetnega valovanja.